# Bacterial artificial chromosome
Un Bacterial Artificial Chromosome (BAC) è un vettore artificiale di DNA basato sul plasmide F isolato da E. coli.
Il BAC si differenzia dai normali plasmidi in quanto è in grado di trasportare regioni di DNA di interesse molto più ampie, arrivando a tollerare inserti fino a 300 Kb (mediamente 100 kb) rispetto alle 2-4 kb che possono essere inseriti all'interno di plasmidi (sebbene sia possibile inserire frammenti più grandi, tuttavia la loro stabilità diminuisce).
Data la quantità di DNA in grado di trasportare, il BAC, insieme al PAC (originato a partire dal plasmide P1), allo YAC e allo HAC è uno dei tipi di vettori di clonaggio definiti ad alta capacità. Data la loro dimensione, i BAC sono presenti solo in 1-2 copie nei batteri che li ospitano (di routine Escherichia coli) ma questo ne aumenta anche la loro stabilità. Sempre a causa delle loro dimensioni, la metodica utilizzata per inserire tali vettori nei batteri ospiti è la trasformazione per elettroporazione.

## Elementi strutturali
- oriS, repE: geni responsabili per la replicazione del BAC e per la regolazione delle copie del BAC stesso
- parA, parE: responsabili della ripartizione del plasmide alle cellule figlie, assicurano il mantenimento stabile del BAC
- marker di selezione: geni per la resistenza ad antibiotici (generalmente CMr, per la resistenza al cloramfenicolo
- sito di clonaggio dell'inserto e MCS (multiple cloning site) contenente siti di restrizione multipli tra cui siti ricchi in GC (rari) per la rimozione dell'inserto
- siti di riconoscimento per promotori fagici T7 e SP6 per la trascrizione dei geni inseriti o per chromosome walking

Alcuni BAC possiedono anche:
- gene lacZ per la selezione blu/bianco
- sito cos per il riconoscimento della terminasi e per l'impacchettamento dell'inserto nel fago lambda
- sito di riconoscimento loxP della proteina Cre ricombinasi del fago P1

## Utilizzi
Il BAC viene prevalentemente utilizzato nei progetti per il sequenziamento di genomi (come il Progetto Genoma Umano) quale protocollo alternativo all'approccio shotgun.

Ultimamente i BAC vengono utilizzati quali modello per malattie genetiche, alla stregua di topi transgenici. Questo approccio si è reso necessario dal momento che, in molti casi, diversi geni responsabili di malattie possano avere sequenze regolative anche relativamente distanti, a monte o a valle della sequenza codificante.